# Rue Kungu (Liepāja)
 (février 2024).
Si vous disposez d'ouvrages ou d'articles de référence ou si vous connaissez des sites web de qualité traitant du thème abordé ici, merci de compléter l'article en donnant les références utiles à sa vérifiabilité et en les liant à la section « Notes et références ».
La rue Kungu (letton : Kungu iela) est une rue de Liepāja en Lettonie.

## Situation et accès
La rue Kungu est située dans le quartier de Vecliepāja. La rue commence à l'intersection avec Lielo iela et Ludviķas iela, et se termine à l'intersection avec Amatas iela. 
La longueur de la rue est de 1410 mètres et elle est entièrement recouverte d'asphalte. 
Les bus 3, 4, 7, 9, 10 et 11, ainsi que les lignes de minibus 22 et 23 traversent la rue Kungu. 

## Bâtiments remarquables et lieux de mémoire
Le bâtiment de la rue se compose de maisons en briques et en bois d'avant-guerre, ainsi que de maisons individuelles.
Le bâtiment du 24 rue Kungu est remarquable pour avoir reçu la visite du tsar Pierre Ier de Russie en 1697, tandis que le bâtiment voisin du 26 rue Kungu a été visité par le roi Charles XII de Suède en 1700.